# Given Up
"Given Up" é um single da banda norte-americana Linkin Park, lançado em 2008. "Given Up", junto com os singles "What I've Done" e "Bleed It Out", fez sua estreia ao vivo em 28 de abril de 2007, em Berlim, Alemanha. As performances ao vivo dessas três canções durante as sessões da AOL foram lançados em  5 de maio de 2007. A performance da canção está disponível no CD Single de "Bleed It Out".

## Sobre
"Given Up" é uma das canções mais pesadas no álbum. Ela apresenta um grito de dezoito segundos de Chester Bennington, antes do refrão final, bem como um riff de guitarra constante para o refrão da canção. O grito é dividido em duas partes de 9 segundos quando tocados ao vivo, permitindo que Chester recupere o fôlego, embora ele tenha feito o grito completo em várias apresentações ao vivo. Percebe um som do jingle distintivo durante os versos e intro, gerado pelo tilintar do guitarrista Brad Delson de chaves e um constante bater palmas por Mike Shinoda. A canção foi disponibilizada como um single em 3 de março de 2008. É incluída como uma pista de mestre na Xbox 360, PlayStation 3, Nintendo Wii e versões do jogo de videogame Rock Revolution. A música também foi usada no trailer e comerciais para a ação em filme Crank 2: High Voltage, em que faz um cameo Bennington.
[editar] Lançamento do Single
Em junho de 2007, o site da Billboard deu uma informação afirmando que "Given Up" e "Shadow of the Day" seriam os próximos dois singles do álbum Minutes to Midnight, na sequência de "What I've Done". Isto provou ser incorreto após "Bleed It Out" ter sido promovido ao status de single. Em 24 de janeiro de 2008, foi anunciado que "Given Up" seria o próximo single da banda depois de "Shadow of the Day", lançado em 16 de outubro de 2007. O single foi lançado como download digital em 17 de fevereiro de 2008 junto com uma capa.

## Videoclipe
No blog oficial de Chester Bennington, afirmou que o vídeo estava sendo baleado e que apresenta performance ao vivo da banda. Bennington disse a multidão no MEN Arena e da Arena O2, durante shows em 27 de janeiro e 29 que o desempenho de "Given Up" foi gravado para uso em câmeras de vídeo, embora também eram visíveis durante a performance da canção no concerto em janeiro 28 na Arena O2. Linkin Park oficialmente terminou de gravar o vídeo em 6 de fevereiro, segundo a Billboard. O vídeo estreou no site oficial da banda em 3 de março de 2008 no 4 Pacific Standard Time (Midnight UTC). O vídeo foi carregado para canal do YouTube da banda em 4 de março de 2008. O vídeo foi dirigido por Mark Fiore, cinegrafista da banda.
O vídeo é composto de clipes ao vivo da mostra (acima referido) e foi editado em conjunto de forma afiada, robusto, que contém cenas de corte curto, com muitos efeitos especiais, principalmente, que altera a coloração. Transições entre as cenas cortadas são em um estilo de alertar a distorção de fita de vídeo analógico dando uma aparência ainda mais robusta, resistente. Bennington realiza seu segundo grito de dezessete empoleirado no guard-rail, a centímetros da plateia. Durante todo o vídeo flash aparecem várias cenas, como um cowboy, hipopótamo e citações de "Magical Thinking: True Stories" (capítulo "Commercial Break"), um livro do Augusten Burroughs. Frames de vídeos do Linkin Park "One Step Closer", "Papercut", "What I've Done", "Numb" e "Breaking the Habit" também pode ser visto através de fora do vídeo.

## Faixas

### CD 1
1. "Given Up"
2. "Valentine's Day (ao vivo em Frankfurt)"

### CD 2 e download digital
1. "Given Up"
2. "Valentine's Day (ao vivo em Frankfurt)"
3. "In Between (ao vivo em Londres)"

### 7" (disco de vinil)
1. "Given Up"
2. "In Between (ao vivo em Londres)"

## Posições
"Given Up" entrou no Billboard Hot 100 e Pop 100 nas posições 99 e 78 respectivamente em Maio de 2007, junto com o lançamento do Minutes to Midnight.
| Top (2008)                           | Melhor Posição |
| ------------------------------------ | -------------- |
| Reino Unido Rock Chart               | 4              |
| Billboard Hot 100                    | 99             |
| Billboard Pop 100                    | 78             |
| Billboard Hot Mainstream Rock Tracks | 5              |
| Billboard Faixas de Rock Moderno     | 4              |
| Filipinas - Hot 100                  | 77             |
| Portugal - Top 50                    | 12             |
| Chéquia - Top 100                    | 15             |
| Top Hits Online - Top 100            | 49             |
| Alemanha - Top 100                   | 53             |
| Chile - Top 100                      | 24             |
| Polónia - Top 50                     | 37             |
| Tailândia - Top 40                   | 15             |